# فابيانا أودينيو
فابيانا أودينيو (بالإيطالية: Fabiana Udenio)‏ هي ممثلة إيطالية، ولدت في 21 ديسمبر 1964 ببوينس آيرس في الأرجنتين.

## أعمال

### أفلام
- (1990) روبوكوب 2[4][5][6]
- (1991) عروس إعادة التنشيط
- (1997)  رجل الغموض الدولي[7][8]

## وصلات خارجية
- فابيانا أودينيو على موقع IMDb (الإنجليزية)
- فابيانا أودينيو على موقع ألو سيني (الفرنسية)
- فابيانا أودينيو على موقع ميوزك برينز (الإنجليزية)
- فابيانا أودينيو على موقع أول موفي (الإنجليزية)
- فابيانا أودينيو على موقع قاعدة بيانات الأفلام السويدية (السويدية)
- فابيانا أودينيو على موقع قاعدة بيانات الفيلم (الإنجليزية)
- فابيانا أودينيو على موقع كينوبويسك (الروسية)